# アシナガワシ

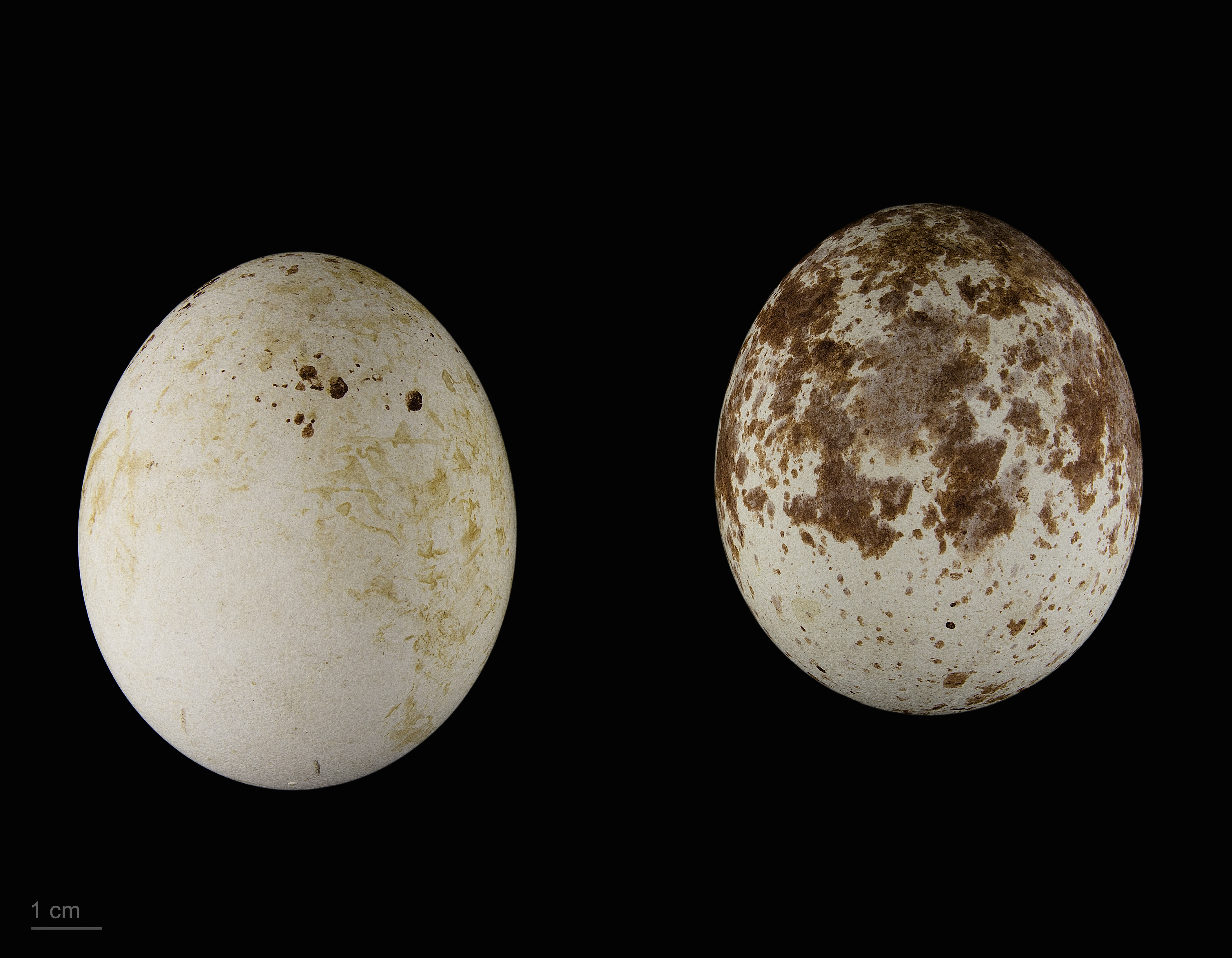
Clanga pomarina

アシナガワシ（足長鷲、Clanga pomarina） は、鳥綱タカ目タカ科に分類される鳥。

## 分布
東・中央ヨーロッパ、コーカサス山脈やイラン、トルコ、ロシア。越冬地はアフリカ東部や南部。点在する林や森の周縁部にある湿った低地や牧草地を住処とする。標高2200mでの営巣も記録されている。

## 形態
体長は61〜66cm、体重はオスで1〜1.5kg、メスで1.2〜2.2kg、翼開長は146〜168cm。
中型でスリム。短めの嘴を持つ。頭部と雨覆は淡い褐色、風切羽や体部下面は暗い色。目と蝋膜は黄色。